# T-90 Calima
Pour les articles homonymes, voir Calima.

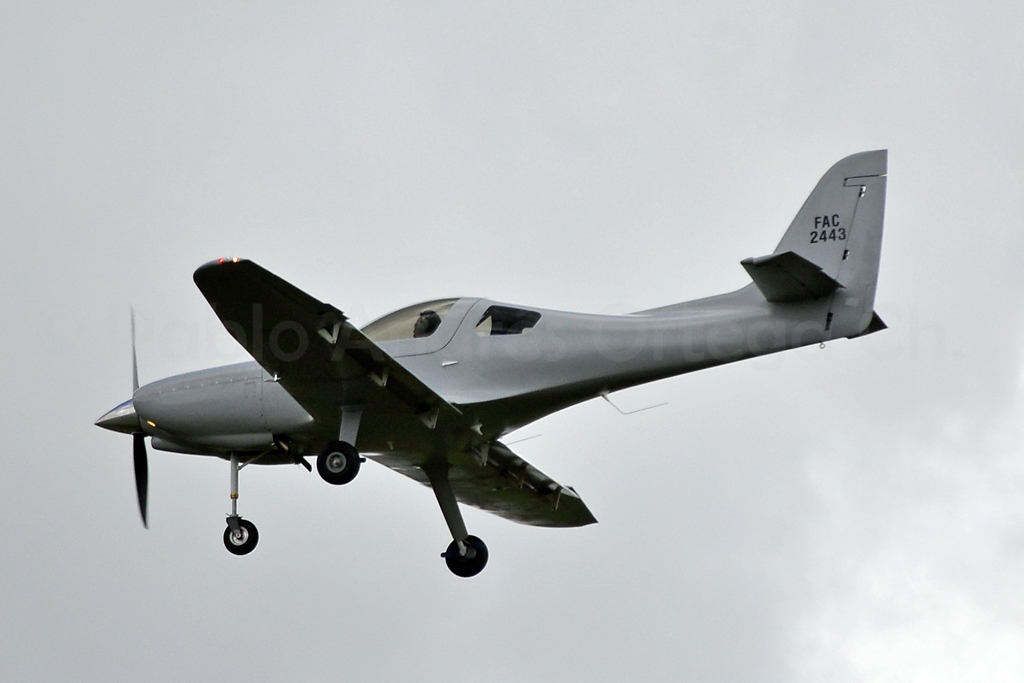
T-90 Calima en finale.

Le T-90 Calima est un avion d'entraînement colombien. Il est le résultat d'une alliance nationale entre CIAC et "l'union temporaire avec Lancair (en) pour un avion d'entraînement". Cette alliance stipule que l'avion sera construit par CIAC et la conception et la fabrication de certaines pièces seront faites par Lancair. L'avion est donc construit sous licence par CIAC qui a payé 6,5 millions de US $ à Lancair. Lors de la phase de développement l'avion s'appelait Lancair Synergy.
Avec ce nouvel avion, la Force aérienne colombienne cherche à renouveler sa flotte d'avions d'entraînement qui pour certains ont plus de 40 ans comme le Beechcraft T-34 Mentor ou le Cessna T-41 Mescalero.

## Conception et Développement
Le T-90 Calima est une version modifiée du Lancair Legacy FG (en). Comme d'autres produits Lancair, c'est un avion expérimental qui se vend en kit. Habituellement les fabricants démarchent leurs futurs clients afin de fournir un certificat de type (comme le FAR part 23) qui remplit leurs exigences. Cependant, les avions fabriqués en kit ou expérimentaux n'ont pas besoin de certificat de type car la réglementation indique que si au moins 51% des pièces de l'avion sont assemblées par le propriétaire, il n'y a pas besoin de certificat de type.
À cause de cette particularité, les avions en kit sont très attractifs car ils n'ont pas besoin d'être certifiés, de plus, ils peuvent être équipés de moteurs et d'avionique certifiés sur d'autres avions.

### Température cabine
En 2013 l'Établissement de Santé Militaire (en espagnol : Establecimiento de Sanidad Militar (ESM)) annonce que l'équipage de l'avion rencontre des températures maximales de 50 °C avec une moyenne de 46 °C dépassant ainsi la limite de 30 °C conseillée par la médecine aérospatiale américaine.

#### Solutions
Trois solutions sont présentées : l'ajout de prise d'air NACA à l'avant avec des sorties d'air à l'arrière et sur la verrière pour un meilleur renouvellement de l'air lors des phases en vol, une pellicule sur la verrière qui renvoie une partie de la lumière visible et infrarouge ou une cale de maintien de l'ouverture de la canopée lors des phases au sol. Cet axe de réflexion constitue un grand gain de sécurité car sans lui, l'équipage cale le couteau d'urgence qui permet de trancher la vitre (Canopy knife) pour maintenir la canopée entrebâillée. Il peut en résulter de graves blessures ou la perte du couteau sur la piste qui deviendra un débris qui compromettra la sécurité des autres appareils mais aussi, sans le couteau, l'équipage est privé d'évacuation d'urgence.

### Nom
T signifie Training, en français : « entraînement ».
90 est l'âge de la Force aérienne colombienne en 2009, à l'aube du projet.
Calima fait référence à la culture Calima qui se trouve dans l'actuel département Valle del Cauca.

## Caractéristiques de conception de Lancair
Le Lancair Legacy FG est un avion à ailes basses fait principalement de couches de matériaux composites contreplaquées et compressées à cause du manque de matériaux comme la fibre de carbone, la fibre de verre ou le nomex.
FG signifie Fixed landing gear en français : « Train d'atterrissage fixe ». Cette version possède donc un train tricycle fixe. L'avion possède une verrière en bulle qui s'ouvre vers le haut et loge deux occupants côte-à-côte.
Il tire ses origines du Lancair 320 (en) qui fut conçu en 1988 par le fondateur de Lancair, Lance A. Neibauer. Le kit de base du Legacy FG coûtait 57 000 US $ en 2011. Le coût final une fois l'assemblage effectué varie entre 220 000 US $ et 320 000 US $ selon la version.
La Force aérienne colombienne a demandé diverses modifications comme l'augmentation de l'envergure de 20%, une augmentation de la largeur des volets (augmentant la surface alaire de 15%). Il a aussi un empennage différent, similaire au Lancair Evolution,.

### Matériaux
Les matériaux ont été conçus sous le programme "Advanced General Aviation Transport Experiments" (AGATE) créé en 1994 afin de redynamiser les innovations de l'aviation générale américaine. Lancair participait à ce programme.

### Fabrication et assemblage
Pour la fabrication des pièces, il a fallu mettre en place deux lignes d'assemblage dans les locaux du Comando Aéreo de Mantenimiento (CAMAN) en français : « Commandement de la maintenance aéronautique » qui se trouve à Madrid (Cundinamarca) à quelques kilomètres à l'ouest de l'aéroport international El Dorado. Lancair a créé et approvisionné les moules d'assemblages et donné les capacités techniques pour construire 25 appareils. Le T-90 Calima est le premier avion avec des matériaux composites sur une ligne d'assemblage colombienne. Le premier vol a eu lieu le 29 septembre 2009.
Cet avion et le Gavilán G358 sont les seuls avions construits en Colombie depuis la fermeture des usines Cessna et Piper dans les années 1970.

### T-90C
À partir du onzième avion construit dont le vol d'essai eu lieu en mars 2013, CAMAN entreprit diverses améliorations qui seront introduites sur tous les avions. Ces améliorations sont le résultat d'analyses et observations pendant le vol d'essai pour la certification FAR part 23.
Les améliorations comportent des modifications sur les surfaces aérodynamiques afin d'améliorer le comportement de l'avion à basse vitesse, la retouche de la gouverne de direction, le train d'atterrissage renforcé pour augmenter sa durée de vie, les nouvelles lumières d'atterrissage et la nouvelle avionique.

## Versions
T-90 : Prototypes et versions de présérie (12 appareils construits) reconvertis en T-90C.
T-90C : version de série avec aérodynamisme amélioré, train d'atterrissage renforcé et avionique modernisée.
T-90D : Version de série avec systèmes améliorés, baie moteur renforcée, train d'atterrissage renforcé, système hydraulique avec double réservoir plus efficace. Le système hydraulique ne sert que pour les freins et les rend plus surs et plus puissants. Le joint d'étanchéité de la cabine a été amélioré isolant mieux la cabine de l'extérieur et rendant les entrées d'air plus étanches.